# Gustav Kristiansen
Gustav Adolf Kristiansen (31 de março de 1904 — 2 de agosto de 1988) foi um ciclista norueguês. Nos Jogos Olímpicos de Verão de 1928 em Amsterdã, competiu representando a Noruega na prova de estrada (individual), terminando na 35ª posição.